# اچ‌ام‌آرسی ویگیلانت (۱۹۴۷)
اچ‌ام‌آرسی ویگیلانت (۱۹۴۷) (به انگلیسی: HMRC Vigilant (1947)) یک کشتی بود که طول آن ۱۶۴ فوت (۵۰ متر) بود.